# Transtorno bipolar
Perturbação afetiva bipolar (PAB) (português europeu) ou transtorno afetivo bipolar (TAB) (português brasileiro) é uma perturbação mental caracterizada pela alternância entre períodos de depressão e períodos de ânimo intenso. O ânimo intenso é denominado mania ou hipomania, dependendo da gravidade ou se estão ou não presentes sintomas de psicose. Durante o período de mania a pessoa comporta-se ou sente-se anormalmente enérgica, contente ou irritável. Os doentes geralmente realizam decisões irrefletidas ou sem noção das consequências. Durante as fases maníacas a necessidade de sono tende a ser menor. Durante as fases depressivas a pessoa pode chorar, encarar a vida de forma negativa e evitar o contacto ocular com outras pessoas. O risco de suicídio entre as pessoas com a doença é elevado, sendo superior a 6% no prazo de vinte anos. Entre 30 e 40% das pessoas com a condição praticam automutilação. Estão geralmente associados à perturbação bipolar outros problemas mentais, como perturbação de ansiedade e perturbação por abuso de substâncias.
As causas ainda não são totalmente compreendidas, mas tanto fatores ambientais como genéticos têm influência. Muitos genes de pequeno efeito contribuem para aumentar o risco. Os fatores ambientais incluem antecedentes de abuso infantil e stresse de longa duração. A doença divide-se em "perturbação bipolar tipo 1", quando existe pelo menos um episódio maníaco, e "perturbação bipolar tipo 2", quando existe pelo menos um episódio hipomaníaco e um episódio depressivo maior. Em pessoas com sintomas menos graves e de longa duração pode-se estar na presença de ciclotimia. Quando esta condição tem origem em problemas médicos é classificada à parte. Podem também estar presentes outras condições, incluindo perturbação de hiperatividade com défice de atenção, perturbações de personalidade, perturbação por abuso de substâncias e uma série de condições médicas. O diagnóstico não requer exames médicos. No entanto, podem ser realizadas análises ao sangue e exames imagiológicos para descartar outros problemas.
O tratamento geralmente consiste em psicoterapia e medicamentos como os estabilizadores de humor e antipsicóticos. Entre os estabilizadores de humor mais comuns estão o lítio e anticonvulsivos. Em pessoas que são uma ameaça para si próprias ou para outros e que recusam o tratamento pode ser necessário o internamento em hospital psiquiátrico. Muitos dos problemas comportamentais podem ser tratados com antipsicóticos de curta ação ou benzodiazepinas. Durante os períodos maníacos é recomendada a interrupção dos antidepressivos. Quando os antidepressivos são usados durante os períodos de depressão, devem ser administrados em conjunto com um estabilizador de humor. Em pessoas que não respondem a outro tipo de tratamento pode ser considerada a possibilidade de terapia eletroconvulsiva. No caso do tratamento necessitar de ser interrompido, recomendada-se que isto seja feito de forma gradual. Muitas pessoas com perturbação bipolar têm problemas financeiros, sociais ou laborais causados pela doença. Estas dificuldades estão presentes, em média, entre um quarto a um terço do tempo. O risco de morte por causas naturais em doentes bipolares é o dobro do da população em geral. Isto deve-se a escolhas de vida menos acertadas e aos efeitos secundários da medicação.

## Decorrência das Formas
Episódios maníacos ou depressivos ocorrem frequentemente, mas não exclusivamente, depois de um evento da vida estressante. A primeira ocorrência dos distúrbios pode ocorrer em qualquer idade. Os primeiros sintomas ocorrem principalmente entre os 15 e 30 anos. Os afetados passam por quatro principais diferentes fases nos 10 dez primeiros anos. A frequência e duração da fase individual são muito distintas. Geralmente pode-se dizer, contudo, que o período das fases maníacas é um pouco menor do que de episódios depressivos; que o intervalo entre as fases se torna mais curto ao longo do tempo e que, com o aumento da idade, fases depressivas aparecem mais frequentemente e duram mais tempo. Depois de algumas fases o transtorno pode desenvolver seu próprio ritmo, que também funciona independentemente de eventos exteriores. Às vezes, quando depois do primeiro episódio ou dos primeiros episódios não ocorrem outros, e, portanto, não são reconhecidos com rapidez suficiente e adequadamente tratados, o transtorno bipolar pode vir a se manifestar para muitos como uma doença de crônica.
Existe uma retroalimentação entre as experiências e o comportamento de uma pessoa de um lado e sua bioquímica e sintomas do outro. Às vezes, a falta de entendimento da situação (nas fases maníacas) é um sintoma do transtorno, sem esse elemento o comportamento autodestrutivo não seria possível. Quanto mais o tempo passa, antes que se perceba a situação, maior o impacto sobre as estruturas cerebrais, fator que influencia negativamente o prognóstico. Acrescente-se a isso, a influência de decisões relacionadas ao transtorno (problemas em locais de trabalho, relacionamentos e dívidas) sobre as opções de vida.
Conforme estudos mais recentes, até 40% dos pacientes não atingem mais o nível original de funcionalidade após as fases de mania ou depressão. 40% dos afetados possuem uma evolução psicossocial favorável, podendo manter seu círculo social ou sua posição na sociedade. No caso de sintomas permanentes, como baixa[H2]  concentração ou cansaço, falamos de sintomas residuais. Caso o transtorno seja mais duradouro, com internações hospitalares mais frequentes e longas, existe o perigo que a pessoa afetada perca muito apoio social e até mesmo o emprego. Às vezes fragmenta-se a família.
Estima-se que cerca de 3% da população norte-americana tenha tido uma perturbação bipolar em determinado momento da vida. Em outros países, a prevalência é menor, chegando a 1%. A idade mais comum em que os sintomas se começam a manifestar é aos 25 anos. A prevalência aparenta ser igual em homens e mulheres. O custo económico da doença é elevado, estimando-se que seja a causa de 50 dias de trabalho perdidos por ano por doente. As pessoas com distúrbio bipolar muitas vezes enfrentam o problema do estigma social.

## Classificação

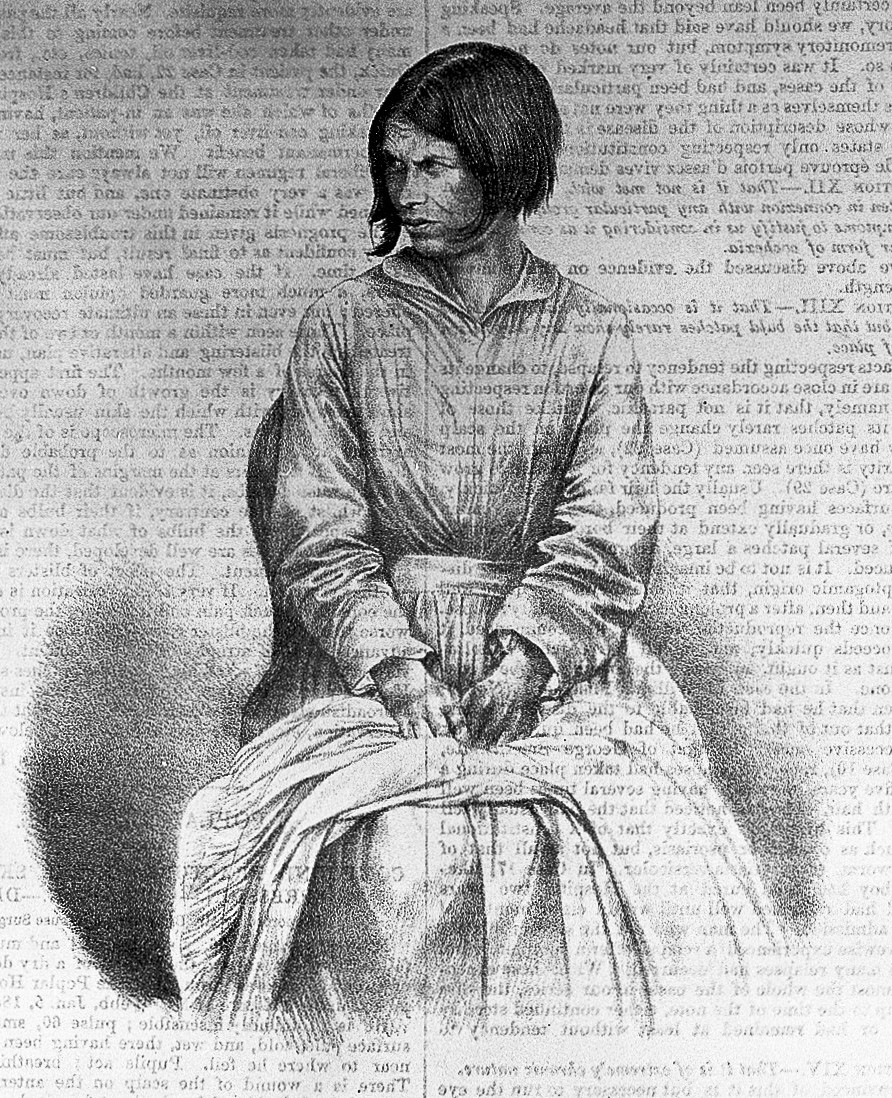
Considerando as novas definições de espectro bipolar, estima-se que entre 5% e 7% da população mundial teriam o transtorno em algum momento da vida.

A depressão maníaca foi inicialmente descrita em fins do século XIX pelo psiquiatra Emil Kraepelin, que descreveu seus estudos em seu Textbook of Psychiatry. Existem inúmeras variações do distúrbio bipolar, definidas como espectro bipolar:
- TIPO I: Predomínio da fase maníaca (eufórica) com depressão mais leve (distimia); Caracterizam-se como Bipolar do tipo I episódios maníacos de 7 até 14 dias, raros ou mais duradouros, seguido de pelo menos um episódio depressivo. O Transtorno Bipolar de tipo I atinge cerca de 1% até 2% da população. Homens e mulheres podem ser igualmente afetados.
- TIPO II: Predomínio da fase depressiva com mania mais leve (hipomania); O Transtorno Bipolar tipo II consiste de no mínimo 14 dias de um episódio depressivo constante, seguido de ao menos uma Hipomania. O Bipolar tipo II abarca cerca de 4% da população. Transtornos Bipolares de tipo II podem ser confundidos com transtornos depressivos reincidentes (depressões que, depois de um estado intermediário normal, sempre reaparecem), caso as fases hipomaníacas não sejam reconhecidas.
- MISTA: Quando os episódios possuem várias características tanto de mania quanto de depressão simultaneamente; Se enquanto um episódio depressivo bipolar e sintoma maníaco ocorrem em sequências ligeiras, ou se sintomas maníacos e depressivos ocorrem simultaneamente, chama-se isso de um Estado misto maníaco-depressivo ou Episódio misto. Os pacientes afetados podem, por exemplo, ter pensamentos ou falas muito aceleradas, como é típico de um episódio maníaco. Ao mesmo tempo eles podem ficar agressivos, ter pensamentos suicidas, e sofrer de humor deprimido; também a Ciclagem Ultra Rápida e Ultradiana são constatadas pelo paciente nesse episódio, que caso contrário, não são pertinentes a esse tipo de mudanças de humor (Switching). Estados mistos apresentam-se frequentemente na fase pós-maníaca e justificam-se também pelo fato de que os afetados na fase maníaca não são mais capazes de dormir bem. Eles são freqüentes e vem no mínimo tão frequentemente antes como Mania Clássica. O aumento do estímulo pode causar que pensamentos depressivos sejam providos de ação, de modo que o risco de suicídio nesse estado crucial é mais alto que na mera Depressão, na qual o estímulo é paralisante. Como na Ciclagem Rápida encontramos aqui com freqüência o uso de estabilizadores de humor como medicação psiquiátrica. Isso atua em casos graves, que são mais perigosos para lidar do que as clássicas fases do Transtorno Bipolar.[10]
- CICLOS RÁPIDOS: Quando os episódios de variações de humor duram menos de uma semana; Fala-se de Ciclagem Rápida em casos de pelo menos quatro mudanças de humor no ano. Ciclagem Ultra Rápida descreve oscilações de humor no intervalo de poucos dias e uma Ciclagem Ultradiana designa uma mudança dentro de poucas horas. Pacientes com episódio de ciclagem rápida são frequentemente tratados em uma clínica. Eles precisam de uma terapia especial, porque a frequente oscilação de episódios muitas vezes não é suficientemente tratável com medicamentos clássicos, recorrendo-se por isso aos estabilizadores de humor. As causas até agora não foram esclarecidas. O risco de suicídio é alto na Ciclagem Rápida e o prognóstico é pior.
- SWITCHING-CICLOTIMIA: Switching (mudança de polaridade) é conhecido como a troca contínua entre mania (ou hipomania) e depressão. Já em uma ciclotimia os sintomas são persistentes por pelo menos dois anos, períodos em que sintomas de hipomania são leves e depressão ou distimia não são tão profundos para ser qualificados como depressão maior.[11]  De acordo CID-10, a ciclotimia não será contada como transtorno bipolar.

Na classificação internacional de doenças da OMS (CID-10) deve-se também informar se no momento da consulta o paciente possui sintomas psicóticos, e se estava em um episódio depressivo, maníaco, hipomaníaco, mista ou em remissão.
Classificação antiga
Muitos termos foram usados para se referir a esse transtorno: loucura circular, loucura alternante, loucura intermitente, melancolia maníaca, mas principalmente o termo de Emil Kraepelin psicose maníaco-depressiva. Esses termos foram substituídos quase completamente por terminologias menos estigmatizantes e mais comprometidas com o diagnóstico e tratamento médico. É importante salientar que o termo psicose ou doença maníaco-depressiva na concepção Kraepeliniana não é sinónimo do que hoje em dia designamos por transtorno bipolar. De fato a psicose maníaco-depressiva era um conceito mais abrangente que incluí o transtorno bipolar mas também o transtorno depressivo recorrente entre outros episódios agudos de patologia afetiva.
Os casos de psicose com episódios maníacos e depressivos são atualmente classificados como transtorno esquizoafetivo.

## Sinais e sintomas
O transtorno bipolar é caracterizado por mudanças de humor que variam em sua intensidade e periodicidade, os chamados de episódios de humor. Esses episódios geralmente duram pelo menos quatro dias ou vários meses. Entre um episódio e outro pode haver períodos de normalidade. Raramente os episódios de mania e depressão tem a mesma regularidade e intensidade, de modo que é possível ter muitos episódios de euforia e poucos de depressão (bipolar tipo I) ou muitos episódios de depressão e poucos de euforia (bipolar tipo II).
Os episódios de humor, também chamados de fases, são caracterizados por:
- Fase maníaca: Período de constante bom humor, extroversão ou irritabilidade, que dura pelo menos uma semana. Há um aumento inusual da energia e dedicação a atividades e estudos, impulsividade, distração, impaciência e ritmo. A mudança de humor deve ser suficientemente severa para causar dificuldade perceptível no trabalho, na escola ou em atividades sociais ou relacionamentos; ou para exigir a hospitalização; ou para provocar uma perda de contato com a realidade (psicose);
- Fase hipomaníaca: Similar à mania, mas com menor duração e prejuízo às atividades diárias. Pelo menos quatro dias consecutivos;
- Fase depressiva: Período de constante desânimo, quase todos os dias, com perda de interesse em atividades que antes geravam prazer. Sentimento de tristeza, vazio, desesperança ou irritabilidade. Aumento ou diminuição do sono e fome. Dura pelo menos uma semana e deve ser suficientemente severo para causar dificuldade perceptível no trabalho, na escola ou em atividades sociais ou relacionamentos; ou para exigir a hospitalização;
- Fase distímica: Similar à depressiva, mas com menor intensidade e maior duração. Causa menos prejuízos nas atividades diárias, mas dura pelo menos um mês.

## Causas
As causas são tanto genéticas e/ou congênitas quanto psicossociais com 50% dos portadores apresentando pelo menos um familiar afetado, e com filhos de portadores apresentam risco aumentado de desenvolver a doença, quando comparados com a população. Além disso, evidências apontam para uma alteração no sistema imunológico.
Influências genéticas, acredita-se que são responsáveis por 60-80% do risco de desenvolver a doença, indicando uma forte componente hereditário. No geral a hereditariedade do espectro bipolar foi estimada em 71%. Os estudos de gêmeos têm sido limitados por amostras relativamente pequenas, mas indicaram uma contribuição genética substancial, bem como a influência ambiental. A relativamente baixa concordância entre gêmeos dizigóticos criados juntos sugere que efeitos ambientais familiares partilhada são limitadas, embora a capacidade de detectá-los tem sido limitada pelo pequeno tamanho das amostras. 
Quanto ao sistema imunológico, acredita-se que existam alterações tanto no sistema nervoso central quanto alterações sistêmicas (sangue, por exemplo).

### Alterações no sistema imunológico
Evidências sugerem a ativação de processos inflamatórios no sistema nervoso central e reações inflamatórias sistêmicas. Isso se deve ao aumento da atividade do eixo hipotálamo-pituitária-adrenal (especialmente na fase maníaca) e o aumento do metabolismo de cortisol. Além disso, poderia ter influência de agentes infecciosos no período pré-natal, porém esse aspecto necessita de mais estudos.
O mecanismo sugerido pelo qual o sistema imunológico atua sobre o sistema nervoso central é pela maior permeabilidade da barreira hematoencefálica em pacientes com transtorno bipolar, então as concentrações alteradas de C3a e C5a, por exemplo, podem afetar de maneira mais fácil o sistema nervoso central.

## Diagnóstico

### Episódio maníaco
Segundo o DSM-V, Episódio maníaco é caracterizado por pelo menos três dos seguintes sintomas por pelo menos uma semana:
- Autoestima elevada: Sentimento de grandiosidade e intenso bem estar com si mesmo;
- Necessidade de sono diminuída: Sente-se pronto para o trabalho depois de apenas poucas horas de sono;
- Verborragia: Falar mais, mais rápido e mais alto que o habitual;
- Fuga de ideias: Pensamentos acelerados, incontroláveis, resultando em dificuldade de se expressar claramente e rapidamente esquecendo ideias e assuntos anteriores;
- Facilmente distraído: Atenção constantemente desviada para estímulos externos, resultando em muitos trabalhos concomitantes e incompletos;
- Inquietude: Gerando aumento no número de atividades feitas no trabalho ou escola;
- Impulsividade: Falta de autocontrole, impaciência e ansiedade;
- Comportamentos de risco: Correr mais riscos que o usual, por exemplo, dirigir perigosamente, consumir álcool em excesso, usar drogas ilícitas, não usar preservativo, gastar as economias...

Hipomania
A hipomania é um episódio de mania menos prejudicial e que dura menos tempo, característico do bipolar tipo II. Classifica-se como hipomania se existem pelo menos três sintomas de mania mas:
- A mudança de humor e funcionamento deve ser diferente da característica e suficiente para ser perceptível por outras pessoas;
- Não é suficientemente grave para causar dificuldade considerável no trabalho, na escola ou em atividades sociais ou relacionamentos;
- Não requer hospitalização nem provoca perda de contato com a realidade;
- Os sintomas não são causados por drogas, toxinas ou outra condição médica.

### Depressão

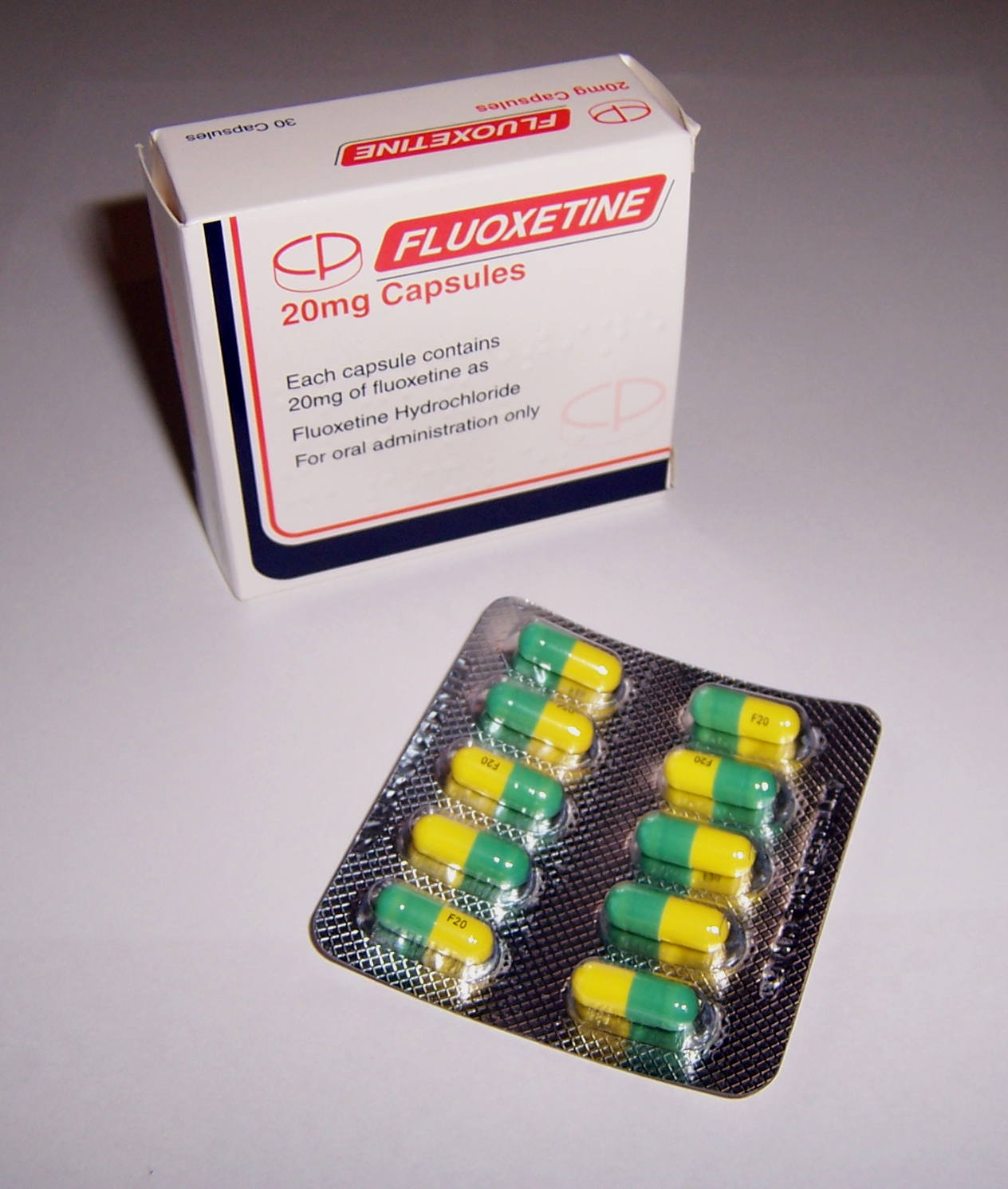
Antidepressivos podem ser ineficazes se não acompanhados de psicoterapia, especialmente em casos que envolvam alcoolismo, tabagismo ou uso de substâncias ilícitas.

A fase depressiva do bipolar é caracterizada por 5 ou mais sintomas por duas semanas ou mais, incluindo estado deprimido ou anedonia:
- Estado deprimido: sentir-se deprimido a maior parte do tempo ou triste;
- Anedonia: interesse diminuído ou perda de prazer para realizar as atividades de rotina;
- Sensação de inutilidade;
- Culpa excessiva;
- Dificuldade de concentração: habilidade frequentemente diminuída para pensar e concentrar-se;
- Fadiga: cansaço excessivo, falta de energia;
- Distúrbios do sono: insônia ou hipersônia praticamente diárias;
- Distúrbio psicomotor: Agitação ou lentidão cognitiva e motora;
- Distúrbio alimentar: Perda ou ganho significativo de peso, na ausência de regime alimentar;
- Ideação suicida: Pessoas que sofrem de Transtorno Bipolar apresentam geralmente muitas vezes risco elevado de suicídio. Em média, 15 até 30% acabam com a própria vida. Em algumas regiões — como comprovado na Escócia — a taxa de suicídio é 23 vezes mais alta do que a média da população, e em algum estágio de vida — por exemplo: no espaço de tempo de dois até cinco anos depois a primeira manifestação — sucedem-se especialmente muitos suicídios. Especialmente perigosas são as depressões em que o entorpecimento da pulsão ainda não ocorreu ou não desapareceu o suficiente, fazendo com que a ação seja posta em prática. Também fases mistas nas quais sintomas maníacos e depressivos aparecem simultaneamente de forma agoniante, apresentam, devido a humores disfóricos e desesperançosos, bem como da pulsão extrema, um nível de risco de suicídio. Outro motivo pode ser atribuído a uma reflexão clara sobre as diferentes fases: pessoas que sofrem de transtorno bipolar com prognóstico desfavorável e que já enfrentaram muitas fases sabem, que as depressões ocorrem repetidamente e como elas são agoniantes.

Ou 3 a 4 sintomas por pelo menos dois anos consecutivos, no caso de distimia. Para diagnóstico de bipolar essa fase não pode ter sido causada por luto, drogas ou outra doença.

## Tratamento

### Medicamentoso
O tratamento de transtorno bipolar pode ser tentado com várias classes de medicação, incluindo sais de lítio, anticonvulsivantes, antipsicóticos, antidepressivos e eletroconvulsoterapia. Porém, o tratamento frequentemente é caracterizado por persistência de alguns sintomas e por altos índices de recaídas e internações.
O tratamento adequado do TBH pode ser feito com um ou mais estabilizante de humor como carbonato de lítio (medicação com a melhor evidência),ácido valproico/valproato de sódio/divalproato de sódio, lamotrigina, carbamazepina ou oxcarbazepina). A associação de antidepressivos (de diferentes classes) e de antipsicóticos (em especial os de segunda geração como risperidona, olanzapina, quetiapina, ziprasidona, aripiprazol) pode ser necessária para o controle de episódios de depressão e de mania.

### Psicoterapêutico
O tratamento psicoterápico pode ajudar:
- Aumentando a adesão ao tratamento;
- Reduzindo dos sintomas residuais;
- Prevenindo recaídas/recorrências;
- Reduzindo o número e períodos de hospitalizações;
- Prevenindo suicídio;
- Melhorando a qualidade de vida dos pacientes e de seus familiares;
- Melhorando as habilidades sociais e o desempenho e;
- Melhorando a capacidade de lidar com situações estressantes em suas vidas.

### Eletroconvulsoterapia
Em alguns casos, quando a medicação e psicoterapia não são suficientes, uma alternativa eficiente, segura é o uso de eletroconvulsoterapia (ECT). A ECT utiliza uma corrente eléctrica breve aplicada ao couro cabeludo, enquanto o paciente está sob anestesia. O processo leva cerca de 15 minutos e é feito duas a três vezes por semana durante um período de seis a doze semanas. Em uma revisão bibliográfica do uso da ECT para tratar episódios maníacos ao longo de um período de 50 anos, quase 80% dos 589 pacientes maníacos tiveram melhoras significativas, inclusive os que não responderam aos medicamentos.

## Sociedade e cultura

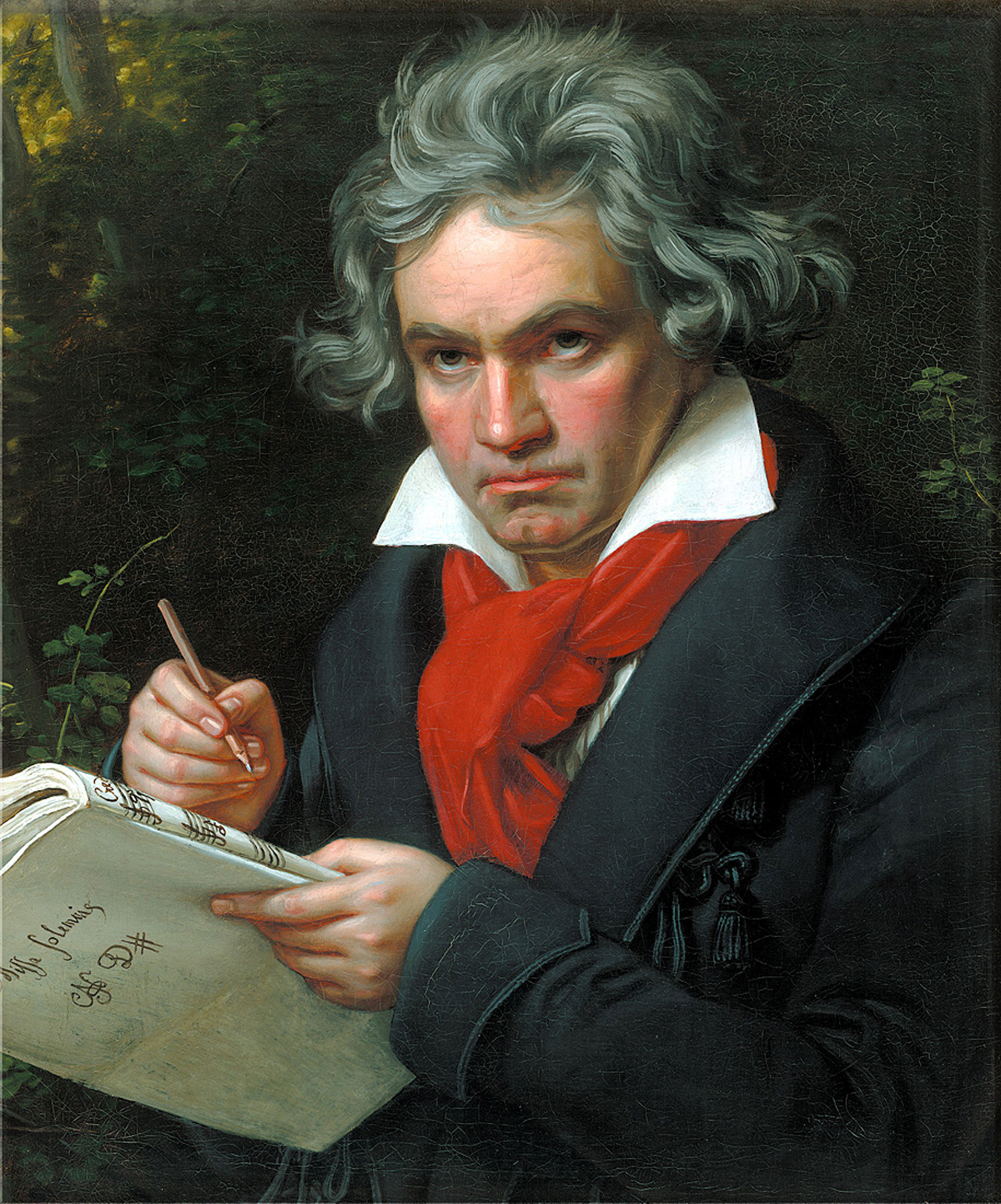
Ludwig van Beethoven, compositor e pianista.

No início do século XX, a busca pelas raízes da genialidade era um dos temas mais palpitantes da investigação psicológica. Cientistas de ponta tinham poucas dúvidas de que certos males psíquicos davam asas à imaginação. "Quando um intelecto superior se une a um temperamento psicopático, criam-se as melhores condições para o surgimento daquele tipo de genialidade efetiva que entra para os livros de história", sentenciava o filósofo e psicólogo americano William James (1842-1910). Pessoas assim perseguiriam obsessivamente suas idéias e seus pensamentos - para seu próprio bem ou mal -, e isso as distinguiria de todas as outras.
"Muitas pessoas já me caracterizaram como louco", escreveu certa vez Edgar Allan Poe (1809-1849). "Resta saber se a loucura não representa, talvez, a forma mais elevada de inteligência”. Nessa sua suspeita de que genialidade e loucura talvez estejam intimamente entrelaçadas, o escritor americano não estava sozinho. Muito antes, Platão mostrara acreditar em uma espécie de "loucura divina" como base fundamental de toda criatividade.
A criatividade está muitas vezes relacionada a uma doença mental, com os escritores sendo particularmente suscetíveis, de acordo com um estudo feito em mais de um milhão de pessoas. Escritores tiveram um maior risco de transtornos de ansiedade e transtorno bipolar, esquizofrenia, depressão e abuso de substâncias, conforme os pesquisadores suecos do Instituto Karolinska (2012) e são quase duas vezes mais suscetíveis do que a população em geral ao suicídio. Dançarinos e fotógrafos também estão mais propensos a terem transtorno bipolar e os episódios maníacos ou hipomaníacos do transtorno bipolar podem ser propícios para a expressão criativa em algumas pessoas.
Apesar de certos traços poderem ser benéficos ou desejáveis "É importante ressaltar, porém, que nós não devemos romantizar excessivamente as pessoas com problemas de saúde mental, que em sua grande maioria são retratadas como gênios criativos.".
Uma equipe da Universidade Estadual do Oregon ao observar a situação ocupacional de um grande grupo de pacientes bipolares típicos, descobriu que "as pessoas com doença bipolar parecem estar desproporcionalmente concentradas em categorias profissionais mais criativas." Eles também descobriram que a probabilidade de "engajamento em atividades criativas no trabalho " é significativamente maior em bipolares do que nos não bipolares. A medicação pode atenuar a expressão criativa, e não pode ser vista de forma positiva neste contexto.
O transtorno bipolar pode oferecer certas vantagens em relação à criatividade, especialmente naqueles portadores dotados de sintomas mais leves.
Um estudo datado de 2005 tentou desvendar a relação entre a criatividade de Virginia Woolf e sua doença mental, que era mais provavelmente o transtorno bipolar. O psiquiatra Gustavo Figueroa, da Universidade de Valparaiso, Chile, escreveu: "Ela era moderadamente estável, excepcionalmente produtiva de 1915, até o suicídio, em 1941." "Virginia Woolf criou pouco ou nada, durante os períodos em que não esteve muito bem, e foi produtiva entre as crises. Uma análise detalhada de sua própria criatividade ao longo dos anos aponta que as doenças eram a fonte de material para seus romances".